# Хайнрих V фон Щефлинг
Хайнрих V фон Щефлинг (на немски: Heinrich V, Landgraf von Steffling; † сл. 1 май 1190) от род Бабони, е ландграф на Риденбург (1190) и на Щефлинг (днес част от Нитенау) в Бавария.

## Произход
Той е вторият син на Ото II фон Щефлинг († 1175), ландграф и бургграф на Регенсбург, ландграф на Щефлинг, граф на Регенщау, и съпругата му Аделхайд фон Вителсбах (* ок. 1150), дъщеря на граф Ото V фон Шайерн, пфалцграф фон Вителсбах († 1156) и Хейлика от Ленгенфелд († 1170), внучка на император Хайнрих IV и Берта Савойска. По-големият му брат Ото III († ок. 1190) е ландграф на Щефлинг (1179).

## Фамилия
Хайнрих V фон Щефлинг се жени ок. 1185/1196 г. за Рихардис Австрийска (* 1143; † 24 февруари 1200, погребана в манастир Нойберг), дъщеря на херцог и маркграф Хайнрих II Язомиргот († 1177) и Гертруда Саксонска († 1143), дъщеря на император Лотар III († 1137) и Рихенза Нортхаймска († 1141). Те имат двама сина:
- Ото VI († 31 октомври 1196 в Унгария), ландграф на Щефлинг
- Хайнрих († пр. 1218), каноник в катедралата на Бамберг